# Богенхаузенское кладбище
48°08′52″ с. ш. 11°36′06″ в. д.

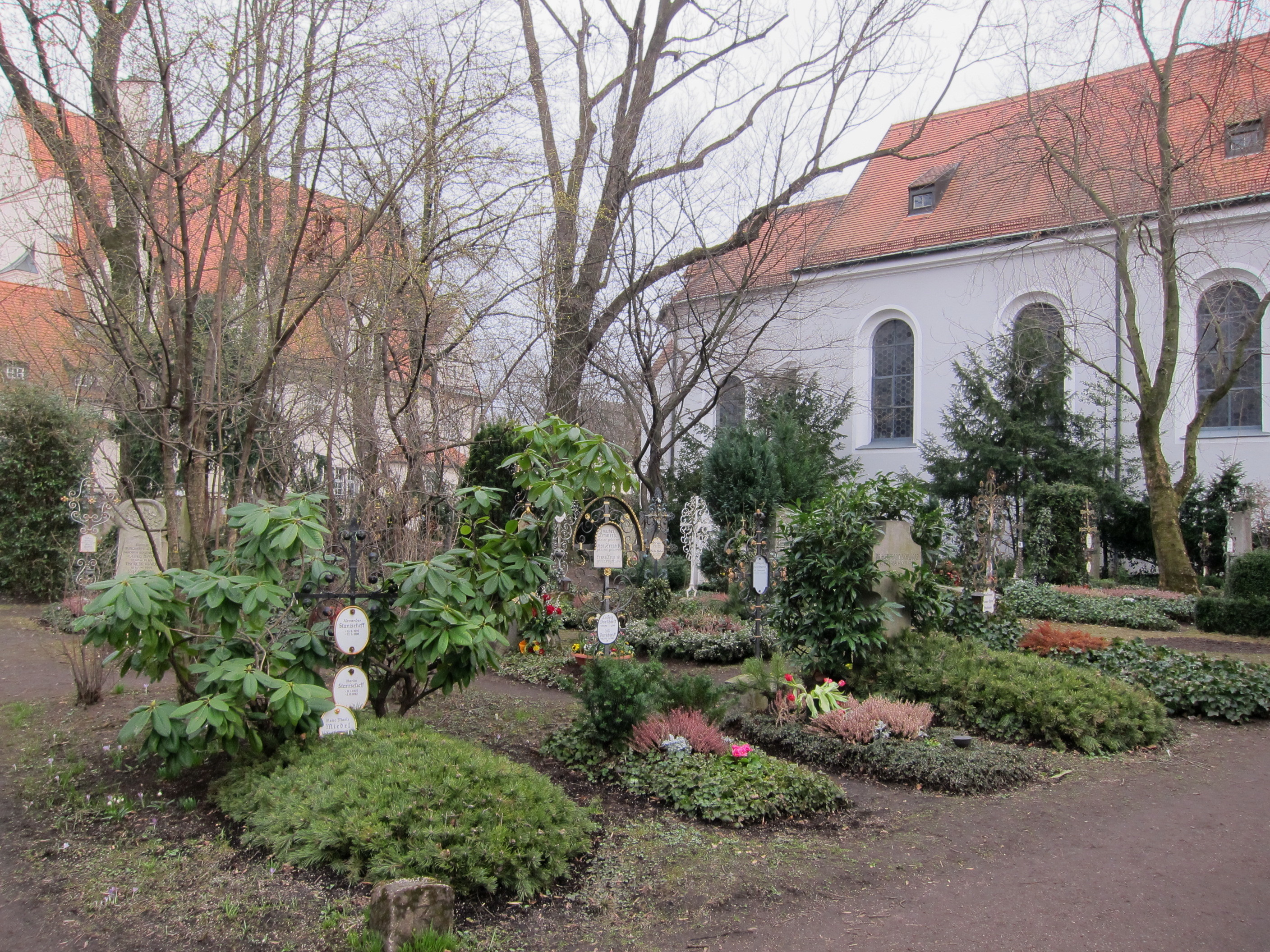
Богенхаузенское кладбище

Богенха́узенское кладбище (нем. Bogenhausener Friedhof, также нем. Friedhof Bogenhausen или Кладбище Святого Георга (нем. Friedhof St.-Georg)) — небольшое по размерам кладбище при церкви Святого Георга в мюнхенском районе Богенхаузен.
Кладбище было заложено предположительно в IX веке для захоронения жителей деревни Богенхаузен, которая в 1892 году вошла в состав Мюнхена. В 1952 году была проведена полная реконструкция кладбища. С середины XX века Богенхаузенское кладбище стало местом последнего упокоения многих известных деятелей культуры и искусства.